# Трг Фонтана
Трг Фонтана је један од уређених тргова у Крушевцу, настао на некадашњем пијачном простору где се трговало житарицама и воћем.
Градњом мале фонтане шездесетих година 20. века, простор мења намену. Трг је реконструисан у више наврата, а последњи пут 2000. године. Фонтана је модернизована проширењем и мермерним облогама, са атрактивним водоскоцима и каменим клупама около.
У оквиру трга постављена је спомен биста Мирку Томићу, народном хероју Југославије и на Видовдан 1993. године споменик ратницима и народу крушевачког краја страдалим у ослободилачким ратовима Србије од 1912. до 1918. године.
Kамен темељац је постављен 1. децембра 1988. године, поводом 70-годишњице пробоја Солунског фронта. Споменик је одливен у бронзи и дело је Драгана Димитријевића, академског вајара из Београда.
Kонципиран у облику јединствене квадратне форме, са ликовима знаних и незнаних војника и војсковођа, Споменик сведочи и упућује на одређено време и значајне личности српске историје с почетка 20. века.
У наставку трга налази се порта Саборне цркве Светог Ђорђа саграђене 1904. године на месту старе скромне цркве из 1838. године. Пројекат је урадио архитекта Душан Живановић у српско-византијском стилу. Полихромно решење фасада дато је по узору на градитељство моравске школе.